# Doll Doll Doll
Doll Doll Doll es un álbum, del artista Venetian Snares, lanzado bajo el sello alemán Hymen Records en 2001, siendo su primer disco para esa compañía.
Este álbum es uno de los más oscuros de su discografía, basado, en su mayoría, en el asesinato de niños. 
Incluye numerosos samplings, como la interpretación en cuerdas de la canción de Metallica "Harvester of Sorrow" interpolada en el tema "Dollmaker", que también incluye samples de la grabación de la línea informativa del caso de JonBenét Ramsey.
"Befriend a Childkiller" incluye samples del juego para computadora Fallout 2, mientras que "Macerate and Petrify" incluye un sample distorsionado de la canción "Silence" de Delerium (junto a Sarah McLachlan).

## Lista de canciones - CD
1. "Pygmalion" – 6:53
2. "Remi" – 6:24
3. "I Rent the Ocean" – 5:55
4. "Dollmaker" – 5:47
5. "Befriend a Childkiller" – 8:39
6. "Pressure Torture" – 7:49
7. "Macerate and Petrify" – 6:03
8. "All the Children Are Dead" – 9:07

## Lista de canciones - vinilo
Lado A
1. "Befriend a Childkiller" – 5:57
2. "Interstellar Narcotics" – 5:44

Lado B
1. "Dollmaker" – 5:05
2. "Dolleater" – 7:11